# Slag bij Cabira
De Slag bij Cabira werd in 72 of 71 v. Chr. uitgevochten tussen de troepen van de Romeinse Republiek onder leiding van Lucius Licinius Lucullus en het leger van Mithridates VI van het koninkrijk Pontus.

## Aanloop
Na de dood van Nicomedes IV van Bithynië was het Koninkrijk Bithynië overgedragen aan de Romeinse staat. Koning Mithridates VI van Pontus had het gebied graag zelf willen hebben en trok in 73 v. Chr. het koninkrijk binnen en zette het lokale Romeinse garnizoen klem. Lucullus was op dat moment gelegerd in Cilicië en kwam al snel in beweging om slag te leveren met Mithridates. Lucullus wist eerst Mithridates te verslaan bij Slag bij Cyzicus en Rhyndacus te verslaan. Via de stad Lampsacus wist Mithridates te ontkomen.

## De slag
Lucullus kreeg de goedkeuring van de Romeinse senaat om Pontus binnen te vallen. In de zomer van 72 v. Chr. bereikte hij de vallei van de rivier de Lycus. Op de heuvels langs de rivier bij Cabira namen de soldaten van Lucullus stelling. Na een moeizame en uitputtende slag wisten de Romeinen te zegevieren.

## Nasleep
Deze slag betekende een keerpunt in de Derde Mithridatische Oorlog en door deze nederlaag was Mithridates genoodzaakt om zich terug te trekken op het gebied van zijn bondgenoot Tigranes II van Armenië. Lucullus ging door met zijn zegetocht door Pontus en vestigde er een nieuwe Romeinse provincie. Ondertussen was Appius Claudius Pulcher erop uitgestuurd om de overgave te eisen van Mithridates bij Tigranes, hij weigerde echter.